# Kyle Dagostino
Kyle Patrick Dagostino (Tampa, 18 maggio 1995) è un pallavolista statunitense, libero del Narbonne.

## Biografia
Figlio di Randy e Lauri Dagostino, nasce a Tampa, in Florida; suo padre ha giocato a baseball alla UIC, mentre sua madre ha giocato a pallavolo alla South Florida. Ha una sorella maggiore, Mackenzie, che ha giocato a pallavolo alla Florida.

## Carriera

### Club
La carriera di Kyle Dagostino inizia nei tornei scolastici della Florida, giocando per la Berkeley Preparatory. Dopo il diploma gioca a livello universitario per la Stanford, partecipando alla NCAA Division I dal 2015 al 2019, saltando l'annata 2018.
Nella stagione 2019-20 firma il suo primo contratto professionistico, ingaggiato in Slovenia dall'ACH Volley, in 1. DOL, con cui conquistista la coppa nazionale, la Middle European League e lo scudetto. Nella stagione seguente si trasferisce nella 1. Bundesliga tedesca, ingaggiato dal Rüsselsheim, ma già nell'ottobre 2020 fa ritorno all'ACH Volley per il resto dell'annata, trionfando ancora nella Middle European League: al termine degli impegni con gli sloveni, partecipa alla NVA 2021 con i Southern Exposure.
Nel dicembre 2021 viene ingaggiato a campionato in corso dal Raision Loimu, nella Lentopallon Mestaruusliiga finlandese; nell'annata 2022-23 è invece di scena nella Ligue A francese, dove difende i colori del Nice, mentre nell'annata seguente, pur restando nella medesima lega, indossa la casacca del Narbonne.

### Nazionale
Fa parte delle selezioni statunitensi giovanili, partecipando al campionato mondiale 2013 con la nazionale Under-19 e vincendo la medaglia di bronzo al campionato nordamericano 2014 con la nazionale Under-21.
Nel 2019 fa il suo esordio in nazionale maggiore: nel corso dell'estate viene premiato come miglior difesa alla Coppa panamericana e vince la medaglia d'argento al campionato nordamericano, dove viene insignito dei riconoscimenti come miglior difesa e miglior libero del torneo. In seguito conquista la medaglia di bronzo alla NORCECA Final Six 2021. Nel 2022 ottiene la medaglia d'argento alla Volleyball Nations League, metallo bissato anche nell'edizione successiva: nel 2023 si aggiudica anche l'oro alla Coppa del Mondo.

## Palmarès

### Club
- Campionato sloveno: 1

2019-20
- Coppa di Slovenia: 1

2019-20
- Middle European League: 1

2019-20, 2020-21

### Nazionale (competizioni minori)
- Campionato nordamericano Under-21 2014
- NORCECA Final Six 2021

### Premi individuali
- 2019 - Coppa panamericana: Miglior difesa
- 2019 - Campionato nordamericano: Miglior difesa
- 2019 - Campionato nordamericano: Miglior libero
- 2021 - Middle European League: Miglior libero